# Passersystem

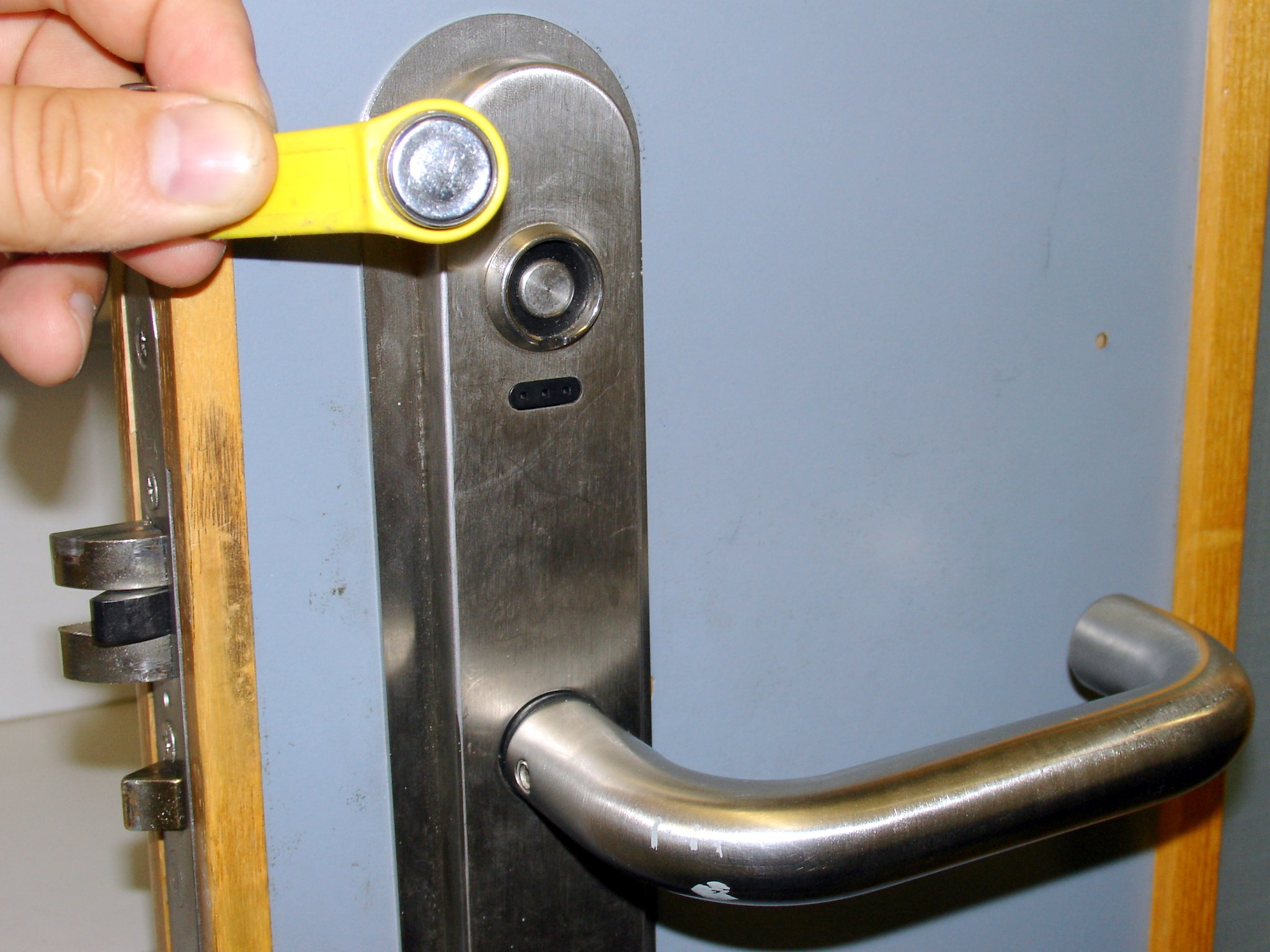
En variant av passersystem med en elektronisk nyckel

Ett passersystem är ett tekniskt system av elektroniska lås.
För öppning av en dörr brukar man säga att det krävs
1. något man har (en passerbricka)
2. något man är (biometrisk information)
3. något man kan (en kod)

För en säker lösning skall man kombinera minst två, men gärna alla tre av dessa.
Normalt räknas kodlås inte in i kategorin passersystem. 
I de flesta passersystem används idag kort eller nyckelbrickor som elektroniska nycklar. Nyckelbrickorna har många namn - ofta är det lokala namn som myntats av en låssmed och som sprids till användare. Det förekommer namn som droppe (baserat på formen på många tidiga brickor), tagg (från engelskans key tag), plopp, plastnyckel, elektronisk nyckel, nyckelbricka, närhetstoken, och så vidare. Idag kallar många brickorna helt enkelt för nyckel och kallar gamla mekaniska nycklar för nyckelämnen.
Den största skillnaden jämfört med ett traditionellt låssystem är normalt följande:
1. Systemet loggar användandet, så att man i efterhand kan kontrollera vem som passerat den aktuella dörren vid vilken tid.
2. Administratören kan koppla olika tidszoner till dörren så att man kan låta personen med nyckeln passera endast vid vissa tider.
3. Administratören kan enkelt spärra nycklar som tappats bort.
4. Användaren kan normalt utgå ifrån att det inte existerar någon "dubblettnyckel", vilket finns i traditionella nyckelsystem. Det är idag dock relativt enkelt att kopiera vissa former av kort eller brickor och även om det inte finns kända brott begångna med sådan teknik är det mycket troligt att det förekommit.

## Exempel på avläsningstekniker
- Magnetkort
- Wiegandkort
- Dallasbrickor
- Smartkort
- Beröringsfritt (exempelvis NFC eller RFID)
- Fingeravtryck
- Biometriska tekniker
- Mobila nycklar (Bluetooth LE)

I Sverige förekommer fortfarande i gamla befintliga passersystem magnetkort, som är extremt lätta att kopiera och vars läsare slits fort och är enkla att sabotera. Några drag med ett sandpapper och läsarhuvudet måste bytas. I nyinstallationer används främst Mifare för mer avancerade företagsinstallationer. I enklare företagsinstallationer och bostadsfastigheter är EM 4102 - Electromarine-standarden det absolut vanligaste. Säkerheten mellan kodbäraren och kodavläsaren beror uteslutande på den teknik man väljer och man kan förenklat säga att magnetkort är det minst säkra och beröringsfri krypterad teknik som exempelvis Mifare är betydligt säkrare. De okrypterade electromarinstandarderna kan läsas av på distans även om nyckeln ligger i en ficka - dock är tekniken än så länge lite svårare och dyrare än att skimma magnetkort.
Gemensamt för beröringsfria tekniker är att de är svårare att sabotera och enklare att skydda.
Wiegandkort är en föråldrad teknik som är betydligt säkrare, men mycket dyrare än magnetkort. Dess slits kan dock slitas, fyllas med smuts och enkelt saboteras. Dallasbrickor ser ut som ett litet batteri på en plastbit och kräver elektronisk kontakt mellan nyckel och läsare, vilket gör att ett tuggummi eller annat liknande effektivt stoppar potentiella passageintresserade.
Sverige är relativt unikt avseende de relativt standardiserade kortformat som förekommer. Till stor del beror detta på att Posten strax efter millennieskiftet beslutade att de sätt som brevbärare skulle ges tillträde till allmänna dörrar var IR-sändare, kod och EM 4102. Skälet till valet av just den tekniken var att fabrikatet Aptus var dominerande på marknaden för bostadsfastigheter och att detta spritt sig till de flesta leverantörer av passersystem till bostadsfastigheter. I Sverige förekommer dock förmodligen tiotals eller kanske hundratals varianter av nycklar.
Biometriska tekniker har under lång tid setts (och kanske i praktiken varit) hi-tech och främst varit i drift i Hollywoodproduktioner. Det har under slutet av 00-talet uppkommit flera biometriska enklare lösningar, men i och med introduktionen av GDPR och det faktum att biometriska uppgifter anses särskilt känsliga har biometri inte slagit i Sverige och flera av de biometriska lösningarna som satts upp tidigare har plockats ned.
Svenska regler: SSF 210:2 Projektering och installation - Elektromekanisk låsanläggning

## Överordnade System, Identitethanteringssystem, ID-management
I många passersystem saknas grundläggande funktioner som koppling till Microsoft AD eller personalkatalog / katalogtjänst för att automatiskt hantera när personer avslutar sin anställning och där behörigheterna i passersystemet försvinner. Det kan också vara komplext att hantera olika passersystem i samma organisation då inloggningar, benämningar, klientfunktioner, datamodell, tolkning av nyckeldata, etc, skiljer mellan alla fabrikat. Det saknas standarder för nästan allt vilket gör att de flesta större organisationer, framför allt i och med ökade krav på transparens, hur loggdata skall hanteras, tvåfaktorinloggning och mycket annat som behöver hanteras för att nå GDPR-uppfyllnad. I och med detta växer det fram en marknad för överordnade system där organisationens samtliga passersystem kan hanteras på samma sätt - antingen 
- helt automatiskt: person X får en tjänst på avdelning Y skall personen få följande rättigheter i följande passersystem. När person X flyttar till avdelning Z skall personen få andra rättigheter i andra passersystem. Om person X avslutar sin anställning skall samtliga kort omedelbart spärras i alla passersystem och passersystemets data skall raderas.)
- helt manuellt: person X skall nu få tillgång till många dörrar i flera system och kan tilldelas detta med start- och stopptid vid ett tillfälle, med ett klick oavsett antal dörrar och fabrikat.
- en mix av de ovan som passar organisationen.